# 汲水門

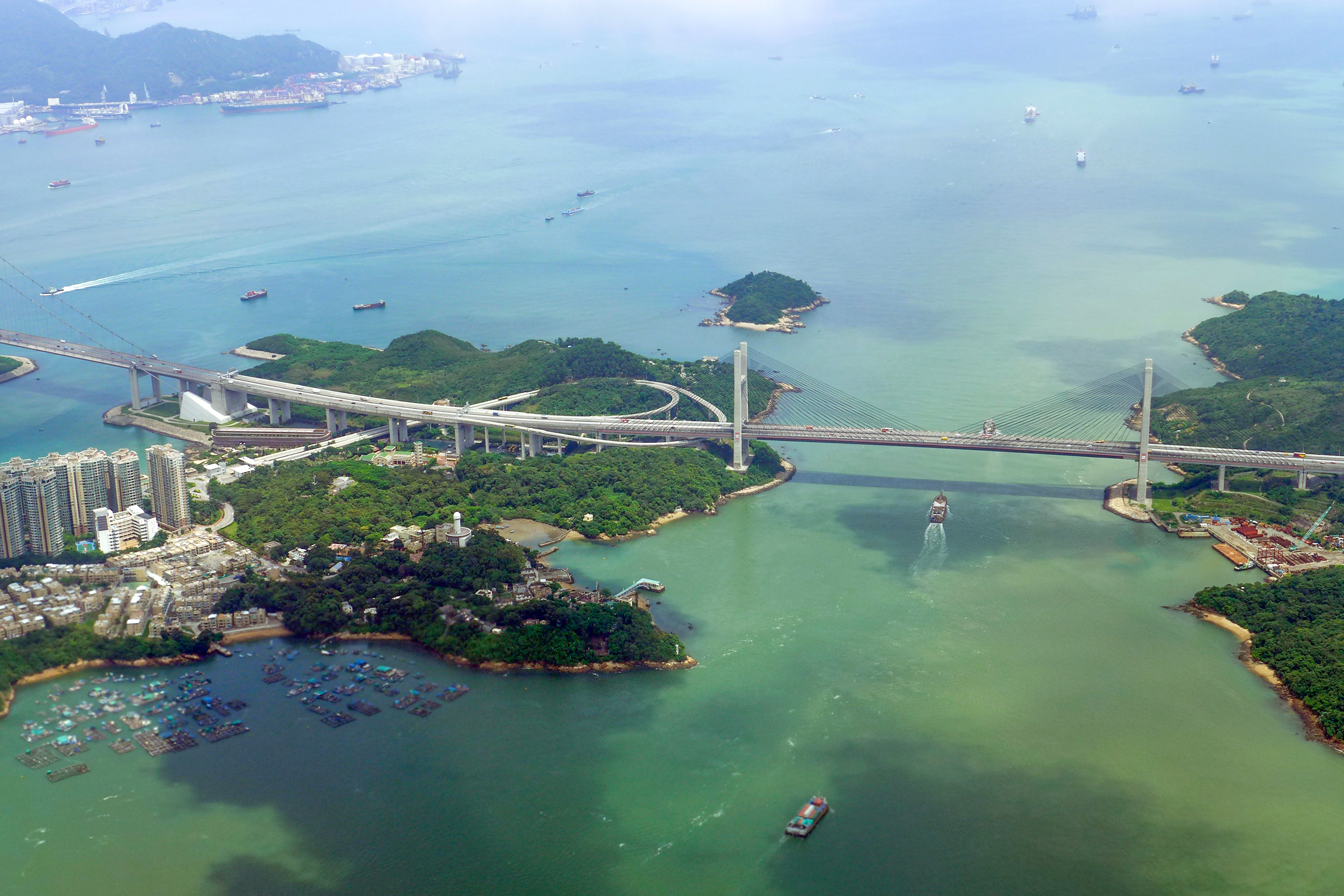
從高空望馬灣及汲水門，圖片中間的天橋是汲水門大橋，右方對岸為大嶼山

汲水門（英語：Kap Shui Mun，原稱急水門）是香港海峽之一，位於大嶼山東北及馬灣之間，為香港維多利亞港西面的出口，與東面的鯉魚門相對。
這個海峽是由南中國海往珠江流域的重要水道之一。汲水門的水流頗為湍急，所以過去被稱為急水門。但由於這個名稱被認為不利，所以取其諧音改名為汲水門，以示汲水無波之意。
鑑於汲水門道窄浪急，政府於2002年將汲水門劃定為「特別區域」，凡超過10米的船隻如利用汲水門航道只可往維港方向航行。

## 歷史

### 文獻記載

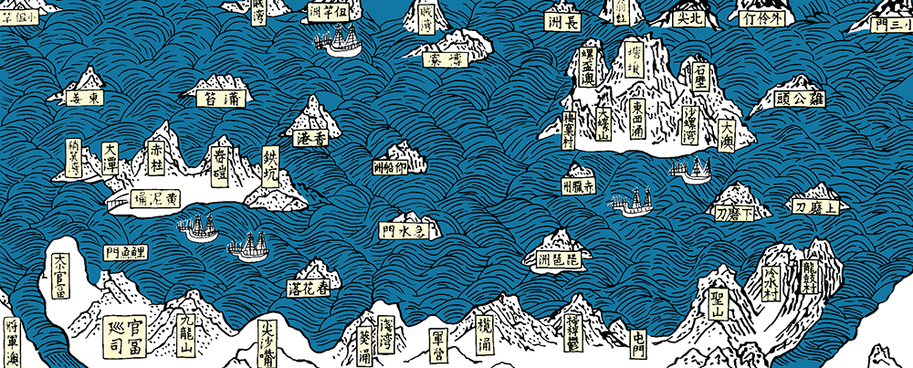
明朝萬曆23年 (1595) 年的《粵大記．廣東沿海圖》上記載急水門位於春花落(即今青衣)之西南

據明末清初學者屈大均《廣東新語》記載：「官富山在新安急水門東，佛堂門西......」官富山是指今日九龍半島以北群山，佛堂門即位於新界西貢區東南部，急水門則是早時汲水門之稱呼。清朝文牘當時亦把維多利亞港稱為「中門」，直到開埠才用英國當時在位的維多利亞女王命名。
汲水門為進出香港其中一個主要水道，清初時已有士兵駐守位於汲水門側的馬灣小島，目的是抗衡當時肆虐的海盜 。

### 九龍關

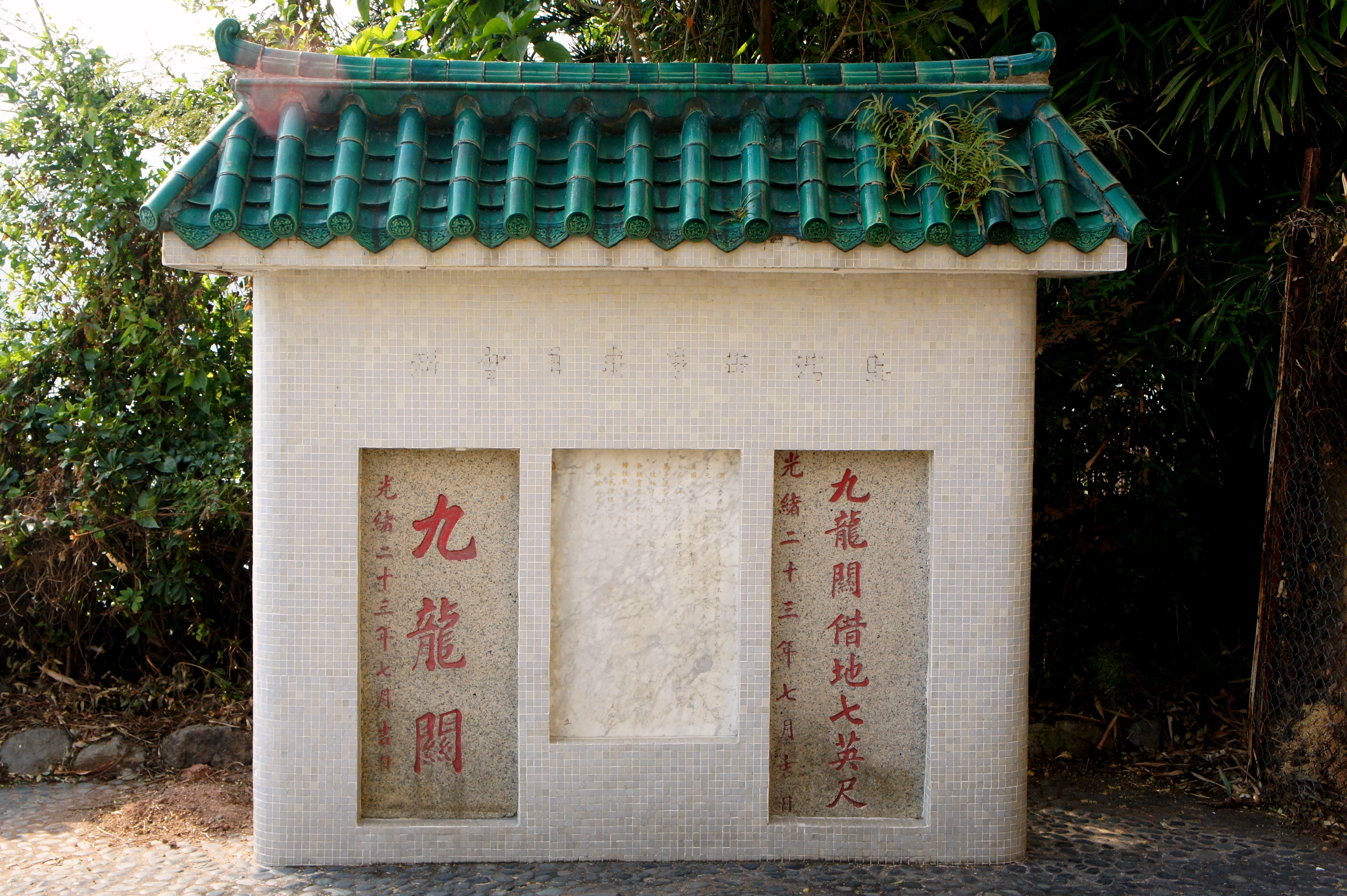
見證汲水門曾為稅關的「九龍關」及「九龍關借地七英尺」石碑，於2010年被列為三級歷史建築

於1875年 (同治14年)，清朝與英國簽訂《煙台條約》，要求清廷增加通商口岸，訂立通商章程及鴉片稅務。到1886年，雙方又簽訂《管理香港洋藥事宜章程》（亦稱《香港鴉片協定》），容許英國人可以在九龍邊境地區設置海關，為「九龍關」，是由洋人管理的中國粵海關屬下之分關，負責收稅、邊境巡邏及打擊鴉片走私活動等事宜。
於1897年 (光緒23年)，汲水門稅廠落成並立「九龍關」石碑紀念。不久於1898年馬灣就隨《展拓香港界址專條》租予英國99年，中英邊界北移至深圳河，稅關亦隨之關閉。昔日汲水門稅廠的位置旁，是馬灣鄉事委員會現址，會側仍存有「九龍關」碑石 。另一塊「九龍關借地七英尺」石碑之成立，事緣英軍向村民開路，想築路通往北灣，以聯繫青衣及青龍頭兩汛，方便共同徵稅和緝私；但村民認為民地會被佔用，經調解後終答允借地，然而路寬只限於七英尺，因此官民立碑作據。

### 鎮流碑

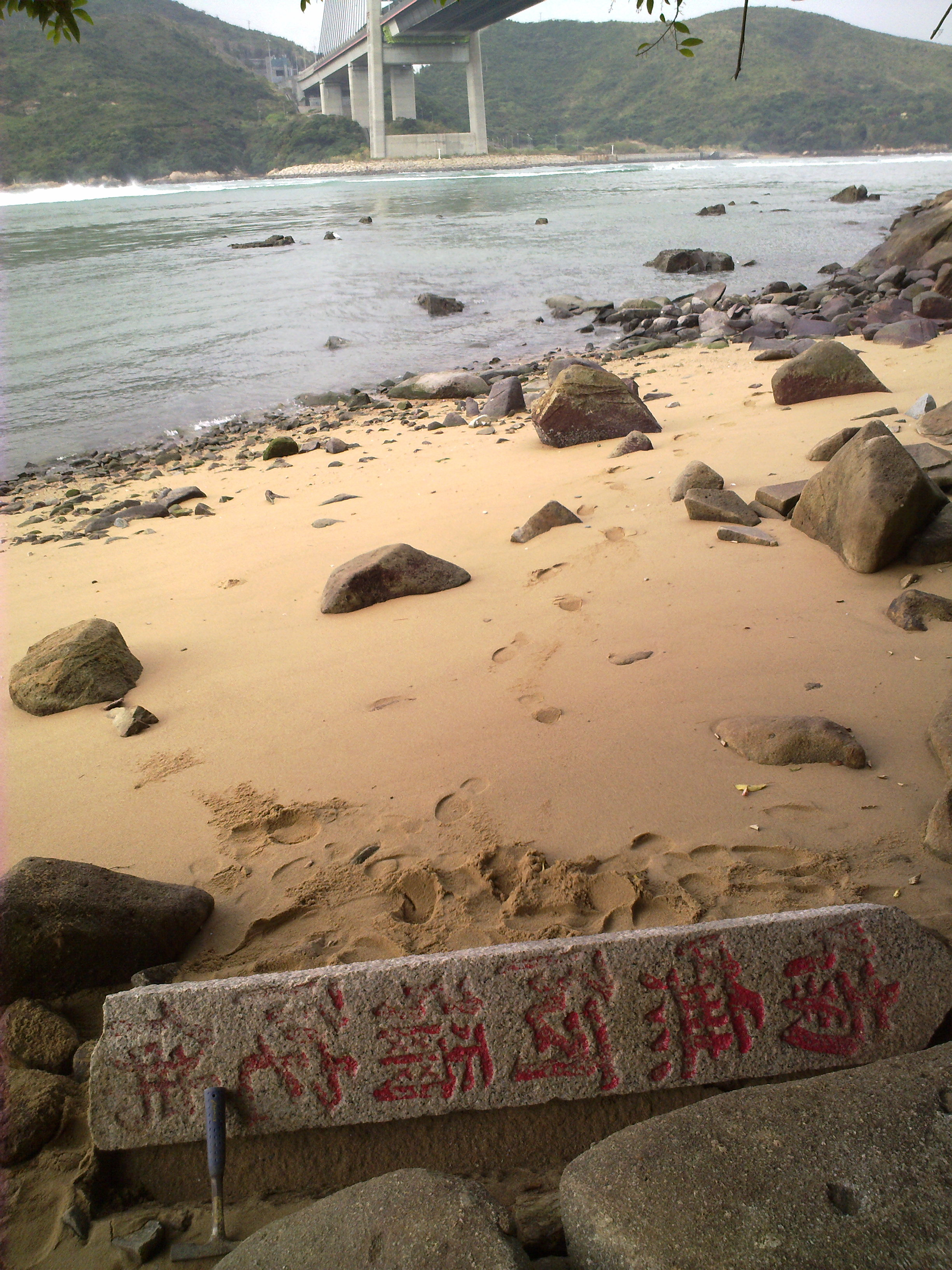
鎮流碑(龍蝦灣)

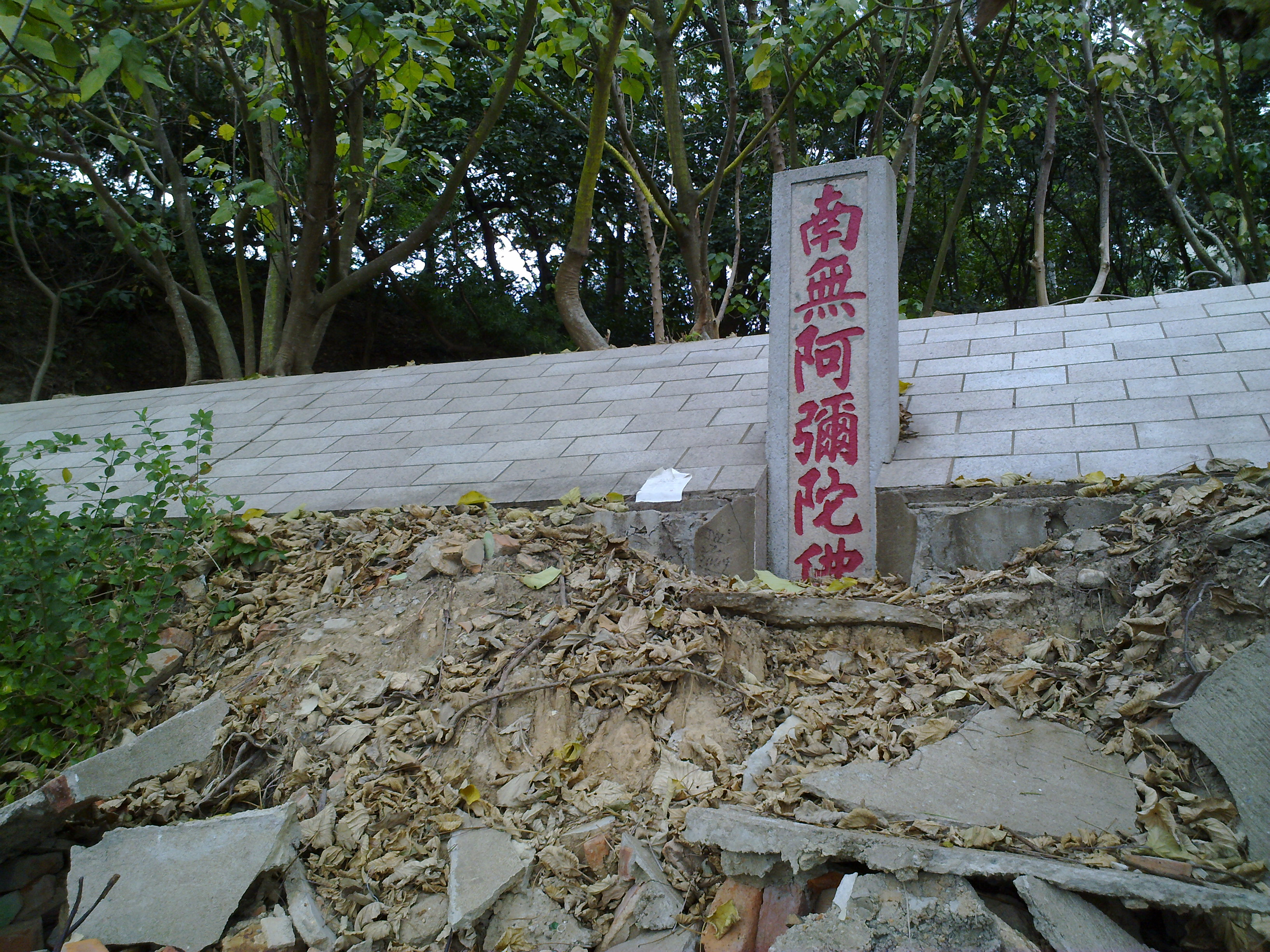
鎮流碑(馬角咀)

在馬灣的北面，面向汲水門的馬角嘴，還有一塊刻上「南無阿彌陀佛」的石碑。因為汲水門水流急湍，相傳船隻在馬灣一帶經常發生意外，村民於是請了高僧作法寫了三塊「鎮流碑」，立於兩岸的大嶼山及馬灣，祈求海上平安。馬角嘴的是在馬灣兩塊中的其中一塊，另一塊則在南面對住汲水門的龍蝦灣，而這一塊已倒塌，並埋藏於龍蝦灣沙灘之中。至於餘下一塊鎮流碑就在對岸大嶼山北面的的二轉灣海旁。

## 防衛
此地為由香港入廣東省城的要隘，如果大量軍艦集結於此可封鎖虎門，舊日歸屬廣州府新安縣大鵬協右營駐防。

## 基礎建設
- 汲水門大橋

## 事故
1927年5月9日，汲水門海域發生嚴重海難，捷和輪船公司「兩廣號」載有231人準備離開香港啟赴廣東江門，當船駛至急水門口海面時，突與一艘「滿西號」的小輪相撞。兩廣號隨即沉沒，乘客紛紛跳海，在驚濤駭浪中掙扎。附近小艇見船沉趕來搶救，其中有126人獲救生還，但有105人則來不及拯救而葬身大海。
2015年10月23日晚上7时40分，有船隻通過汲水门時，懷疑意外撞到汲水门大桥橋身，觸動大桥防震警报系统响起，因而需要进行紧急检查，青马大桥上下层行车线和鐵路同时全线封闭，港鐵東涌綫及機場快線亦暫停服務，令大嶼山對外陸路交通一度完全癱瘓近2小時，附近公路出現漫長車龍。香港國際機場晚上一度出現人潮，多班回港航機旅客被迫滯留在機場。旅客及東涌居民需改道愉景灣及梅窩並改以海上交通才可出入市區，直至晚上約10時大橋才恢復通車。这是青屿干线自1997年启用以来第一次出現全线封闭的情况。